# 321 v.Chr.
Het jaar 321 v.Chr. is een jaartal volgens de christelijke jaartelling. 

## Gebeurtenissen

### Griekenland
- Antigonus I en Craterus maken een einde aan de expansiedrift van Eumenes van Cardië en veroveren Cappadocië.
- De Macedonische generaal Craterus sneuvelt in de gevechten bij de Hellespont tegen Eumenes.
- Eumenes van Cardië trekt zich terug in de onneembare vesting van Nora.
- Perdiccas opent een offensief in Egypte, maar wordt vermoord door Macedonische officieren.
- Ptolemaeus I sluit een wapenstilstand en de diadochen bieden hem het regentschap van het Macedonische Rijk aan.
- Na de moord op Perdiccas, wordt aan Seleucus I de provincie rond de hoofdstad Babylon toegewezen.
- Antipater wordt de nieuwe regent van Macedonië.
- Overeenkomst van Triparadisus (Syrië) waarin een nieuwe taakverdeling van het Macedonische Rijk wordt vastgelegd.

### Europa
- Archgallo wordt in York door zijn broer Elidurus als koning opnieuw geïnstalleerd, nadat de Britse edelen hem trouw hebben gezworen.

### Italië
- Het Romeinse leger wordt door de Samnieten ingesloten en verslagen in de Slag bij de Caudijnse Passen.

### Azië
- Opkomst van het Mauryarijk in het huidige India

## Geboren
- Craterus, zoon van de gelijknamige generaal van Alexander de Grote

## Overleden
- Craterus (~370 v.Chr. - ~321 v.Chr.), Macedonische veldheer (49)
- Perdiccas, Macedonische veldheer en regent